# Braithwaitea
Braithwaitea là một chi rêu trong họ Hypnodendraceae.